# Loguivy-lès-Lannion
Pour les articles homonymes, voir Loguivy.
Loguivy-lès-Lannion est une ancienne commune française du département des Côtes-d'Armor en région Bretagne désormais rattachée à celle de Lannion.

## Géographie
Loguivy-lès-Lannion se situe dans le pays historique du Trégor, pays le plus à l’Ouest du département des Côtes-d'Armor, dans la région Bretagne, en France.

### Localisation
Les limites de la commune ont varié dans le temps et, de façon notable en 1822 et 1921.
Avant 1822, la commune de Lannion n’était présente en rive gauche du Léguer que par l’addition du faubourg de Buzulzo qui lui a été rattaché après la révolution française. Loguivy-lès-Lannion occupait alors tout le territoire de la rive gauche entre le ruisseau du Min-Ran (aussi dit Kerlouzouen) marquant la séparation avec le faubourg de Buzulzo puis la commune de Ploubezre et le ruisseau de Kernéguez marquant la limite avec la commune de Ploulec'h. Ces deux ruisseaux se jetant dans le Léguer, frontière naturelle de Loguivy avec les anciennes communes de Servel, Brélévenez & Lannion.
|           | Servel             | Brélévenez |
| Ploulec'h | Loguivy avant 1822 | Lannion    |
|           | Ploulec'h          | Ploubezre  |

L’ordonnance royale du 11 septembre 1822 et le nouveau bornage qui suivit, modifia très sensiblement les limites de la commune : le faubourg de Kerampont, les villages de Villeneuve-Corbin, la Haute-Rive, Rosampont, Saint-Patrice, Trorozec, Kergomar et la Mota sont transférés à la commune de Lannion. Ainsi les limites Sud et Est ne sont plus des cours d’eau mais suivent la route départementale de Morlaix à Lannion jusqu’au bois de Ros An Moal pour rejoindre le Nord via Kerlitous.
|           | Servel             |         |
| Ploulec'h | Loguivy après 1822 | Lannion |
|           | Ploulec'h          |         |

### Géologie
La superficie de l’ancienne commune (après l’ordonnance de 1822) était de 301 hectares, son territoire « est fertile en grains et pâturages et les landes y sont rares. »
Son sous-sol présente une constitution granitique à l'ouest, du schiste au Nord et au centre quelques roches feldsphaliques.

### Hydrographie
Les frontières naturelles de la commune suivaient à l’Ouest de le ruisseau de Kernéguez, alimentant le moulin du même nom et se jetant dans le Léguer au Nord. À l’Est à la création de la commune, la frontière était le Min-Ran (aussi dit Kerlouzouen) qui se prolongeait avec un affluent au Sud canalisé aujourd’hui qui passait derrière Kergomar pour rejoindre Saint-Patrice. Cette dernière partie a été retirée à la commune après 1822.

## Toponymie
Le nom Loguivy-lès-Lannion ou Loguivy-lez-Lannion est apparu au XVIIe siècle, auparavant on retrouve Locquivy ou Loquivi au XVe voire Locus Yvy au XIVe siècle. Son nom est formé avec le breton lok soit « lieu consacré » et du nom de saint Ivy (ou de saint Dewi, une incertitude demeure), le saint patron de la paroisse donnant son nom à l’église et deux fontaines.

## Histoire
La paroisse de Loguivy-lès-Lannion, enclavée dans l'évêché de Tréguier, faisait partie du doyenné de Lannion relevant de l'évêché de Dol. Érigée en commune après la révolution, elle fusionne avec Lannion le 27 avril 1961.
Quartier principalement résidentiel en 2008, on y trouve une école (Diwan).

## Démographie
La démographie de la ville est largement affectée par la modification des limites du territoire en 1822 : 682 habitants sont perdus entre les recensements de 1821 et 1831.
| 1793  | 1800 | 1806  | 1821  | 1831 | 1836 | 1841 | 1846 | 1851 |
| ----- | ---- | ----- | ----- | ---- | ---- | ---- | ---- | ---- |
| 1 121 | 933  | 1 091 | 1 024 | 342  | 394  | 370  | 384  | 375  |

| 1856 | 1861 | 1866 | 1872 | 1876 | 1881 | 1886 | 1891 | 1896 |
| ---- | ---- | ---- | ---- | ---- | ---- | ---- | ---- | ---- |
| 395  | 412  | 420  | 419  | 388  | 369  | 362  | 352  | 339  |

| 1901 | 1906 | 1911 | 1921 | 1926 | 1931 | 1936 | 1946 | 1954 |
| ---- | ---- | ---- | ---- | ---- | ---- | ---- | ---- | ---- |
| 334  | 340  | 299  | 307  | 309  | 311  | 292  | 294  | 262  |

## Politique et administration
Après la révolution française, la paroisse de Loguivy-Lannion devient la commune de Loguivy-lès-Lannion et est administrée par un maire et son adjoint.
Avant 1793, les archives et registres ne permettent pas de distinguer qui tient le rôle de maire. Les premiers actes d'état civil sont signés par Yves Briant début janvier 1793 qui signe « maire » ou « faisant office d'officier public ». Il fut par la suite élu et réélu plusieurs fois « agent municipal » ou maire selon l'époque.
| Période                                  | Période | Identité                    | Étiquette | Qualité                                                               |
| ---------------------------------------- | ------- | --------------------------- | --------- | --------------------------------------------------------------------- |
| Les données manquantes sont à compléter. |         |                             |           |                                                                       |
| 1793                                     | an VI   | Yves Briant (1755-1819)     |           | « Agent municipal » Cultivateur, expert-priseur                       |
| an VI                                    | an VIII | Jean-Marie Huon             |           | « Agent municipal »                                                   |
| an VIII                                  | an VIII | François Thomas (1755-1808) |           | « Maire provisoire » Adjoint pendant de nombreuses années Cultivateur |

Les suivants seront élus ou nommés, mais auront tous l'appellation de maire.
| Période | Période          | Identité                          | Étiquette | Qualité                                                  |
| ------- | ---------------- | --------------------------------- | --------- | -------------------------------------------------------- |
| an VIII | an X             | Pierre Marzin (1770-1817)         |           | Marchand                                                 |
| an X    | 1813             | Yves Briant (1755-1819)           |           | Cultivateur, expert-priseur                              |
| 1813    | 1821             | Marc De Ploësquellec (1781-1823)  |           | Juge de Paix du canton de Lannion                        |
| 1821    | 1825             | Pierre-Marie Briant (1783-1840)   |           | Juge de Paix Fils du maire Yves Briant                   |
| 1825    | 1826             | Guillaume Brichet (1781-1852)     |           | Propriétaire                                             |
| 1826    | 1833             | Guillaume Le Guiriec (1777-1839)  |           | Propriétaire et cultivateur                              |
| 1833    | 1839             | Jean-François Briant (1802-1857)  |           | Cultivateur Fils du maire Yves Briant                    |
| 1839    | 1842             | Guy Connan (1803-1847)            |           | Cultivateur Précédemment adjoint de Jean-François Briant |
| 1843    | 1848             | Pierre Le Moullec (1796-1867)     |           | Rentier Précédemment adjoint de Guy Connan               |
| 1848    | 1866             | Jean-Marie Perrot (1808-1869)     |           | Rentier                                                  |
| 1866    | 1884 (décès)     | Jean-Marie Savidan (1825-1884)    |           | Cultivateur Gendre du maire Jean-Marie Perrot            |
| 1884    | 1912             | Yves-Marie Jégou (1837-1913)      |           | Cultivateur                                              |
| 1912    | 1929             | Yves-Marie Savidan (1861-1930)    |           | Cultivateur Fils du maire Jean-Marie Savidan             |
| 1929    | 1931 (décès)     | Toussaint Allain (1875-1931)      |           | Cultivateur                                              |
| 1932    | 1942 (démission) | Yves-Marie Le Barzic (1872-1946)  |           | Cultivateur Beau-frère du maire Toussaint Allain         |
| 1942    | 1943 (décès)     | Jean-François Grall (1875-1943)   |           | Aubergiste                                               |
| 1943    | 1945             | Albert Petibon (1884-1968)        |           | Cultivateur Précédemment adjoint de Jean-François Grall  |
| 1945    | 1947             | Yves Savidan (1897-1966)          |           | Cultivateur Fils du maire Yves-Marie Savidan             |
| 1947    | 1961             | Jean-Baptiste Cloarec (1908-1995) |           | Assureur Précédemment adjoint de Yves Savidan            |

Jean-Baptiste Cloarec sera le dernier maire de Loguivy-lès-Lannion. Après la fusion, il sera conseiller municipal du grand Lannion jusqu'en 1977 en tant qu'adjoint spécial pour Loguivy-lès-Lannion.

## Lieux et monuments
- Église Saint-Ivi, de style gothique flamboyant, construite entre le XVe siècle et le XVIIe siècle en granite local du Yaudet, réputée pour son enclos paroissial et par la présence d'un bras reliquaire de saint Ivy, donné par les seigneurs de Kergomar[10], ce qui attira de nombreux pèlerins et explique les bancs de Pierre le long du mur[11].
- Trois fontaines remarquables autour de l'église, dont une sur la berge du Léguer, entre le quai au sable et le sentier menant au Yaudet, dédiée à saint Ivy, qui serait dotée de vertus miraculeuses. On l'invoquait contre les coliques des enfants : leur chemise était jetée dans le bassin et si elle flottait, la guérison était assurée…

## Fonds d'archives
Sous-fonds : Répertoire des archvies de Loguivy-lès-Lannion (1721-1961). Fonds : Archives municipales de Lannion; Cote : 1D1 à 1D6. Lannion : Lannion (présentation en ligne).
Sous-fonds : Registres paroissiaux et d'état civil. Fonds : Archives départementales des Côtes-d'Armor. Saint-Brieuc : Côtes-d'Armor (présentation en ligne).